# Mi bemolle maggiore

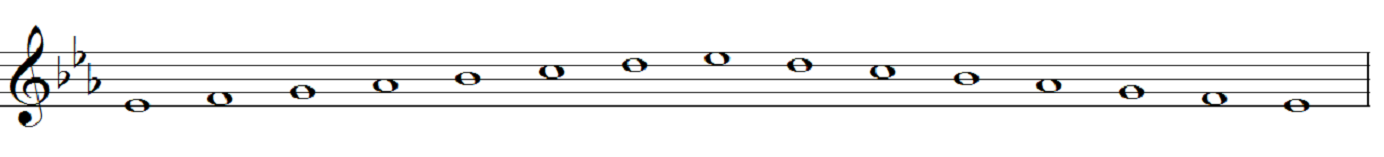
Per la scala musicale del mi bemolle maggiore, si hanno: mi♭, fa, sol, la♭, si♭, do, re, mi♭.

La tonalità di mi bemolle maggiore (E-flat major, Es-Dur) è incentrata sulla nota tonica Mi bemolle. Può essere abbreviata in 
mi♭M o nel sistema anglosassone E♭.

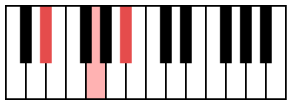
L'accordo di mi bemolle maggiore (triade) è composto da Mi♭, Sol, Si♭.

L'armatura di chiave è la seguente (tre bemolli):
```

Alterazioni
 (da sinistra a destra): 
si♭, mi♭, la♭.
```

Questa rappresentazione sul pentagramma coincide con quella della tonalità relativa do minore. In mi bemolle maggiore possono spesso essere intonati strumenti come il sassofono e il clarinetto.
Beethoven associò il mi bemolle maggiore al carattere epico e glorioso delle sue due maggiori composizioni in questa tonalità.